# Антропофобия
Антропофо́бия, или человекобоя́знь (др.-греч. ἄνθρωπος, ánthrōpos — «человек», φόβος, phóbos — «страх») — невротическая боязнь людей, стремление избегать людского общества. Является формой социальной фобии, видом социального невроза, одним из навязчивых состояний. Антропофобия иногда встречается при психастении.

## Характеристики
Антропофобия сопровождается компульсивным поведением — навязчивыми движениями и действиями, приобретающими для пациента защитный характер и оцениваемые им как требующие повторения в однотипной ситуации для предупреждения или устранения фобий. 
Антропофобия не равна социофобии; она может пониматься и как синоним социофобии, и в более широком смысле — как боязнь не только социальных взаимодействий с людьми или их внимания, но и как боязнь людей в целом (например, боязнь толпы). Антропофоб может чувствовать себя некомфортно даже в компании одного человека. 
Люди, страдающие антропофобией, испытывают дискомфорт и стресс при контакте с людьми, особенно с незнакомыми.
Часто начинается в подростковом возрасте. В отличие от большинства других фобий, антропофобия одинаково часто встречаются у мужчин и у женщин. Обычно сочетается с заниженной самооценкой и боязнью критики. Иногда пациент убеждён, что одно из этих вторичных выражений его тревоги является основной проблемой.
Антропофобия может быть результатом скоптофобии (патологический страх осрамиться, стать посмешищем).

## Симптомы
Есть ряд общих проявлений, которые типичны для боязни людей:
- покраснения лица;
- тремор;
- повышенное потоотделение;
- затруднение дыхания;
- боли и спазмы в животе;
- головокружение;
- тошнота;
- неконтролируемые позывы к мочеиспусканию;
- панические атаки[5].

## Диагностика и лечение
Поставить диагноз может только психиатр на основании критериев и особых характеристик болезни. Так как болезнь носит психологические причины, то применяются методы психотерапии. Важна работа самого пациента и его родных над эмоциональной разгрузкой. Применяются дыхательные практики, методики релаксации, физиотерапия, отвлекающие методы, которые позволяют предотвратить приступ паники, увеличить владение коммуникативными навыками и различными способами снятия нервного напряжения и управления эмоциями. Могут помочь фитопрепараты для успокоения с валерианой, пустырником.
Врач может назначить ноотропные средства, транквилизаторы, антидепрессанты. Дозы подбирают строго индивидуально. Отказ от алкоголя и психостимулирующих средств, шоколада, специй обязателен.